# Desmos chinensis
Desmos chinensis Lour. – gatunek rośliny z rodziny flaszowcowatych (Annonaceae Juss.). Występuje naturalnie w Azji Południowo-Wschodniej. 

## Rozmieszczenie geograficzne
Rośnie naturalnie w Azji Południowo-Wschodniej. Został zaobserwowany między innymi w Indiach, Bangladeszu, Bhutanie, południowej części Chin, w Tajlandii, Laosie, Wietnamie, Kambodży, Malezji, Indonezji oraz na Filipinach. Ponadto został naturalizowany w innych częściach świata, w klimacie równikowym (między innymi na Madagaskarze). 

## Morfologia
PokrójZimozielone krzew dorastający do 1–4 m wysokości. Pędy są nagie, wyprostowane lub pnące.
LiścieMają podłużny, eliptyczny lub owalny kształt. Mierzą 4–14 cm długości oraz 2–6,5 cm szerokości. Nasada liścia jest zaokrąglona. Blaszka liściowa jest wierzchołku od tępego do ostrego. Ogonek liściowy jest nagi i dorasta do 2–4 mm długości.
KwiatySą pojedyncze, rozwijają się w kątach pędów. Są zwisające. Mają barwę od żółtawej do zielonożółtawej. Mierzą 3–6 cm średnicy. Działki kielicha mają owalny kształt, dorastają do 3–5 mm długości, są owłosione od wewnętrznej strony. Płatki mają podłużnie lancetowaty kształt, osiągają do 9 cm długości i 2 cm szerokości, są owłosione, wewnętrzne są mniejsze od zewnętrznych. Kwiaty mają słupki o podłużnym kształcie i długości 1–2 mm.
OwoceTworzą owoc zbiorowy. Są nagie. Osiągają 2–5 cm długości. Mają zielonożółtawą barwę.

## Biologia i ekologia
Rośnie w zaroślach i na nieużytkach. Występuje na wysokości do 1500 m n.p.m. Kwitnie od kwietnia do października, natomiast owoce pojawiają się od czerwca do grudnia. 

## Zastosowanie
Włókna z kory tego gatunku stosuje się do produkcji lin, podczas gdy jego korzenie i liście mają zastosowanie w medycynie tradycyjnej. Ponadto liście są jednym ze składników alkoholu produkowanego w prowincji Hajnan w Chinach.